# Ivo Karlović
Ivo Karlović (Zagreb, 28 de fevereiro de 1979) é um ex-tenista profissional da Croácia, que alcançou seu melhor ranking de simples da carreira em 2008, quando chegou a ser o 14° colocado do ranking mundial masculino da ATP e já conquistou 9 títulos de torneios nível ATP, sendo que 7 desses foram na modalidade de simples e 2 nas duplas.
Karlovic profissionalizou-se no ano 2000 e possui vários recordes no tênis devido a seu potente saque. Em diversas ocasiões, não necessita de nada além do saque para ir acumulando pontos em suas partidas, pois com seu saque potente muitas vezes nem precisa quebrar o serviço do adversário para vencer, pois em várias oportunidades derrota o adversário no tie-break. É conhecido no mundo do tênis por sua elevada altura (ele é o mais alto tenista profissional da história, com seus 2,11m, e por possuir um dos melhores saques da história, pois é o maior recordista de aces da história da ATP (ao superar os 10.237 aces de Goran Ivanisevic), tem a maior média de aces por jogo, possui o recorde de maior número de aces em uma única partida de jogos masculinos de três sets (na ocasião, ele anotou 45 aces contra o tcheco Tomas Berdych pelo ATP de Halle de 2015) e ainda por cima, é dono do segundo saque mais veloz já medido (a 251 Km/h).
Em junho de 2003, ao vencer o australiano Lleyton Hewitt, que defendia o título do tradicional Torneio de Wimbledon e que era um dos melhores tenistas do mundo naquele momento já que poucos dias antes havia perdido o posto de número 1 do ranking mundial de simples da ATP para Andre Agassi, foi responsável por um feito histórico, pois foi o primeiro tenista a derrotar o atual campeão de Wimbledon na primeira rodada do torneio desde que o tênis se tornou uma modalidade profissional, em 1968.
Em 2005, fez parte da equipe croata campeã da Copa Davis daquele ano. Pois jogando ao lado de Mario Ančić, Goran Ivanišević e Ivan Ljubičić, ajudou a colocar a Croácia no mapa da Copa Davis, com os 3 a 2 diante da Eslováquia, fora de casa.
Possui 20 vitórias na carreira sobre tenistas top 10. E dessas, em duas ocasiões, derrotou o tenista que era o então atual número 1 do ranking mundial de simples da ATP, pois em 2008, venceu o então líder do ranking mundial Roger Federer nas oitavas de final do Masters de Cincinnati (na verdade, literalmente tirou o suíço da ponta do ranking com isso) e em 2015 venceu o sérvio Novak Djokovic, também então líder do ranking mundial, nas quartas de final do ATP 250 de Doha.

## Carreira
Em junho de 2003, Karlovic, então 203.º colocado do ranking mundial, passou pelo qualifying em Wimbledon e disputou seu primeiro jogo em um torneio do Grand Slam. E ele foi muito bem durante a competição, pois venceu de virada, na primeira rodada, ao australiano Lleyton Hewitt, que defendia o título do torneio, pelas parciais de 1/6, 7/6, 6/3 e 6/4.E essa vitória foi histórica, pois Hewitt foi o primeiro campeão de Wimbledon a perder na primeira rodada do torneio desde que o tênis se tornou uma modalidade profissional, em 1968.Com as boas campanhas durante a temporada, no final do ano de 2003 já era o tenista número 3 da Croácia, atrás apenas de Ivan Ljubičić e Mario Ančić.
Ainda em 2003, aconteceu a primeira participação de Karlovic no US Open. E logo em sua primeira aparição, já fez uma ótima campanha: chegou à terceira rodada. Em sua estreia, ganhou do espanhol Félix Mantilla por três sets a zero, por triplo 6/4. Em seguida venceu o marroquino Herbert Arazi em quatro sets: 3/6 7/6 7/6 e 7/6. Porém, na terceira rodada, acabou perdendo para o holandês Sjeng Schalken por três sets a zero, por triplo 7/6.
Em 2005, teve mais um bom ano, pois cresceu no circuito e teve vítórias importantes sobre tenistas como Lleyton Hewitt, Thomas Johansson e Andy Roddick. E durante o ATP inglês de Queen's derrotou bons tenistas, como o australiano Lleyton Hewitt e o sueco Thomas Johansson, para chegar a final do torneio. Mas, em uma dura decisão, perdeu o título do ATP de Queen's para o norte-americano Andy Roddick por 6/7(7) e 6/7(4).
Sua estreia na Copa Davis foi no ano 2000, no confronto entre Croácia e Irlanda, sem grandes sucessos no início. Mas em 2005, fez parte da equipe croata campeã da Copa Davis daquele ano. Pois jogando ao lado de Mario Ančić, Goran Ivanišević e Ivan Ljubičić, ajudou a colocar a Croácia no mapa da Copa Davis, com os 3 a 2 diante da Eslováquia, fora de casa.
Em 2006, jogando ao lado do sul-africano Chris Haggard, conquistou o ATP de Memphis em duplas. Na decisão eles venceram a parceria norte-americana formada por James Blake e Mardy Fish.
Em fevereiro de 2007, foi finalista do ATP de San Jose, nos Estados Unidos. E mesmo sem chegar nem mesmo a uma quartas de final em torneios da ATP desde maio de 2006, Ivo Karlovic conseguiu despachar James Blake e Mardy Fish em San Jose, mas não foi páreo para o escocês Andy Murray na decisão, perdendo o título para o escocês por 7/6(3), 4/6 e 6/7(2).
Ainda na temporada de 2007, Ivo Karlovic foi vice-campeão em duplas do ATP de Indianápolis e conquistou em simples a três torneios ATP e os três em pisos diferentes: Houston (saibro), Nottingham (grama) e Estocolmo (cimento).
Em 2008, derrotou o espanhol Fernando Verdasco na final do ATP de Nottingham, na Inglaterra. Onde o croata, então quarto cabeça de chave, venceu o espanhol, terceiro favorito, pelos parciais de 7-5, 6-7(4) e 7-6(8). Com isso, ele conquistou o quarto título ATP de simples da carreira e seu segundo título do Torneio de Nottingham.
Em julho de 2008, durante uma emocionante partida, o croata Ivo Karlovic conquistou uma das maiores vitórias de sua carreira, quando derrotou Roger Federer, este então número 1 do ranking mundial masculino de simples, e eliminou o suíço nas oitavas de final do Masters de Cincinnati, nos EUA. O placar foi de 2 sets a 1, parciais de 7/6(6), 6/4 e 7/6(5). Essa foi a primeira vitória dele no circuito profissional sobre um tenista número 1 do ranking mundial de simples.
Em 18 de agosto de 2008, o croata Ivo Karlovic alcançou o seu melhor ranking em simples pela ATP, pois nessa data ele chegou a ser o 14° colocado do ranking mundial masculino de simples. Já em setembro de 2008, venceu o brasileiro Thomaz Bellucci por 3 sets a 1, em jogo válido pela Copa Davis. Com isso ajudou a Croácia a fechar a disputa com o Brasil, por 3 a 1, garantindo assim seu retorno para a chave principal da competição.
Ainda em 2008, Karlovic participou do US Open, nos EUA. E ele fez uma boa campanha ao chegar à terceira rodada. E durante o torneio ele ganhou do tcheco Ivo Minář por três sets a zero, com parciais de 7/5, 6/1 e 6/4. Depois na segunda rodada, bateu Florent Serra da França em sets diretos: 7/5, 6/4 e 6/2. Entretanto, na sequência perdeu para o norte-americano Sam Querrey por três sets a zero, com parciais de 7/6, 7/6 e 6/2.
Em torneios do Grand Slam, Karlovic se destacou nas quadras de grama do Torneio de Wimbledon, em Londres, no Reino Unido, onde alcançou às quartas de final da competição em 2009.
Em fevereiro de 2010, ele chegou à final do ATP 250 de Delray Beach, nos Estados Unidos. Mas perdeu na decisão para o letão Ernests Gulbis por 2 sets a 0, com parciais de 6/2 e 6/3.
Em 2011, chegou à terceira rodada do US Open. Onde derrotou o chileno Fernando González na estreia por três sets a zero, com parciais de 6/4, 6/4 e 7/6. Em seguida, ganhou do francês Richard Gasquet em quatro sets, por 6/4, 6/2, 2/6 e 7/6. Porém, na sequência acabou derrotado pelo ucraniano Alexandr Dolgopolov por três sets a um, com parciais de 6/7, 6/4, 6/4 e 6/2. 
No final de outubro de 2012, foi semifinalista do ATP 250 de Moscou, na Rússia. Mas foi impedido de chegar a decisão do torneio ao perder de virada para o tenista brasileiro Thomaz Bellucci por 2 sets a 1, com parciais de 7/6(5), 4/6 e 4/6. Essa foi a primeira vitória de Bellucci contra Karlovic em três
partidas. Antes, o brasileiro havia sido derrotado duas vezes em 2008,
na Copa Davis e no Masters de Cincinnati.
Já em julho de 2013, ao bater o colombiano Alejandro Falla na final do ATP 250 de Bogotá, o croata colocou um ponto final na seca de títulos que durava desde 2008. Este foi o quinto título de simples na carreira do croata.
Durante a temporada de 2014, o croata Ivo Karlovic foi finalista dos torneios ATPs de Memphis, Dusseldorf, Newport e Bogotá. Mas em todos eles ficou com o vice-campeonato do torneio. Ainda em 2014, chegou à segunda rodada do US Open. Onde Karlovic entrou no torneio como cabeça de chave número 25. E na estreia, ganhou do finlandês Jarkko Nieminen por três sets a um, com parciais de 6/4, 6/4, 3/6 e 6/4. Mas em seguida, acabou derrotado pelo espanhol Marcel Granollers por três sets a dois, com parciais de 7/6, 6/7, 7/6, 3/6 e 6/4. 
No início de janeiro de 2015, o croata Ivo Karlovic conquistou uma das maiores vitórias de sua carreira, ao derrotar o então tenista número 1 do ranking mundial masculino de simples, Novak Djokovic, nas quartas de final do ATP 250 de Doha. Onde com um serviço fulminante, ele anotou 21 aces e obteve 49 bolas
vencedoras na partida. A vitória veio de virada: 2 sets a 1, parciais de 6/7(2), 7/6(6) e 6/4. A partida teve duas horas e 16 minutos de duração. Essa foi a segunda vez que o croata derrotou um tenista que era o então número um do mundo de simples, pois em
2008, ele já havia derrotado o então líder do ranking mundial Roger Federer.
Em fevereiro de 2015, Ivo Karlovic ganhou um presente antecipado de aniversário, pois a uma semana de completar 36 anos de idade, ele conquistou o ATP 250 de Delray Beach, nos Estados Unidos, ao derrotar em sets diretos o canhoto norte-americano Donald Young por duplo 6/3. O croata interrompeu assim uma amarga série de quatro vice-campeonatos consecutivos, pois, desde que conquistou o ATP 250 de Bogotá, em julho de 2013, Karlovic perdeu as decisões dos ATPs de Memphis, Dusseldorf, Newport e Bogotá, todas na temporada de 2014. Esta também foi sua segunda final em Delray Beach, repetindo 2010, quando caiu diante de Ernests Gulbis. E este foi o sexto título de simples da carreira de Karlovic e o primeiro desde que venceu em Bogotá em 2013.
Em 19 de julho de 2015, jogando sua 14ª final de torneios ATP, Karlovic que brigava pelo sétimo troféu na carreira, terminou como vice-campeão na grama de Newport nos Estados Unidos, pelo segundo ano consecutivo, já que foi derrotado pelo australiano Lleyton Hewitt em 2014. Na decisão, o veterano tenista norte-americano Rajeev Ram, de 1,93m e então com 31 anos de idade, o derrotou por 2 sets a 1, com parciais de 7/6(5), 5/7 e 7/6(2), após 2 horas e 26 minutos de confronto.

## Recordes e Façanhas
Em junho de 2003, ao vencer o australiano Lleyton Hewitt, que defendia o título do tradicional Torneio de Wimbledon e que era um dos melhores tenistas do mundo naquele momento já que poucos dias antes havia perdido o posto de número 1 do ranking mundial de simples da ATP para Andre Agassi, foi responsável por um feito histórico, pois foi o primeiro tenista a derrotar o atual campeão de Wimbledon na primeira rodada do torneio desde que o tênis se tornou uma modalidade profissional, em 1968.
Em outubro de 2007, ao fazer 25 aces, Karlovic derrota o australiano Lleyton Hewitt, ex-número 1 do mundo, nas semifinais do ATP de Tóquio e obtém façanha no tênis. Pois depois de vencer Hewitt por 7/6(5) e 7/6(6), ele se tornou o quarto tenista a fazer mais de mil aces em uma mesma temporada desde 1991, ano que começaram a ser feitos tais registros.Ao final do ano conseguiu o feito de ter acertado 1318 aces em 64 partidas e foi o único tenista que passou da marca dos 1000 aces naquela temporada, média de 20 por partida. Com isso, seu saque foi sua maior arma na conquista dos seus três títulos de 2007 em quadras de pisos diferentes: Houston (saibro), Nottingham (grama) e Estocolmo (cimento).
Em 2008, venceu o suíço Roger Federer, então líder do ranking mundial de simples, nas oitavas de final do Masters de Cincinnati, nos Estados Unidos. Essa foi a primeira vitória de Karlovic sobre um tenista n° 1 mundial da ATP.
Em março de 2011, Karlovic bateu o recorde de saque mais rápido da história do tênis até então. Pois em meio ao duelo de duplas da Copa Davis contra os alemães Christopher Kas e Philipp Petzschner, ele conseguiu registrar o saque mais rápido da história da modalidade naquele momento, este com a velocidade de 251 km/hora. Com isso, o croata superou a marca que pertencia ao norte-americano Andy Roddick. Pois o tenista dos Estados Unidos conseguiu um saque a 249,4 km/hora, também em uma partida válida pela Copa Davis, mas sete anos antes.Mas, em maio de 2012, o australiano Samuel Groth, então número 340 do ranking mundial, conseguiu superar a façanha de Ivo Karlovic, pois acertou o saque mais rápido já
registrado pelo sistema de medição da ATP ao cravar 263 km/hora em um ace durante uma partida do Challenger de
Busan, na Coreia do Sul.Mesmo com esse feito, Groth, porém, foi derrotado pelo bielo-russo
Uladzimir Ignatik por 6/4 e 6/3.
Em 04 de fevereiro de 2014, pela primeira rodada do ATP 250 de Zagreb, o potente saque de Karlovic conquistou um novo recorde. O croata acertou 44 aces contra o alemão Daniel Brands e igualou a maior marca registrada em partidas de três sets. O outro tenista a fazer 44 aces em partidas de três sets foi o australiano Mark Philippoussis, em jogo contra o zimbabuano Byron Black no torneio de Kuala Lumpur em 1995.
Em 2014, o grandalhão croata Ivo Karlovic, de 2,08m de altura, conseguiu outra façanha no mundo do tênis, pois assim como em 2007 alcançou o feito de fazer mais de mil aces durante o ano, já que ao final da temporada havia marcado 1185 aces.
Em 05 de janeiro de 2015, durante a partida válida pela primeira rodada do ATP 250 de Doha, Karlovic atingiu uma marca expressiva a respeito de seu potente saque. Pois durante a vitória sobre o tcheco Lukáš Rosol, ele atingiu a quantidade de 9 mil aces na carreira. Com isso, ele se tornou o terceiro tenista a conseguir tal façanha desde 1991, ano que começaram a ser feitos tais registros.
Ainda em janeiro de 2015, venceu o sérvio Novak Djokovic, então líder do ranking mundial de simples, nas quartas de final do ATP 250 de Doha. Essa foi a segunda vitória de Karlovic sobre um tenista n° 1 mundial da ATP.
Em 19 de junho de 2015, mais uma vez o potente saque de Ivo Karlovic fez a diferença e entrou para a história do tênis ao atingir um novo recorde em quantidade de aces na vitória sobre o então sexto colocado do ranking mundial, Tomas Berdych, pelas quartas de final do ATP 500 de Halle, na Alemanha. Os 45 aces disparados pelo croata se tornaram um recorde em jogos masculinos de três sets, superando a marca anterior que pertencia ao próprio Karlovic, que disparara 44 aces no jogo contra o alemão Daniel Brands, pelo ATP 250 de Zagreb de 2014.
Em 04 de julho de 2015, aos 36 anos e 134 dias de idade, Karlovic quebrou algumas marcas com a
vaga nas oitavas de final do Torneio de Wimbledon. Pois ele se tornou o mais velho tenista nessa fase de um torneio do Grand Slam desde 1991, quando o norte-americano Jimmy Connors chegou à segunda semana do US Open com 39 anos. Já em Wimbledon, a marca anterior pertencia ao também croata Niki Pilic, que fez oitavas em 1976.
Em 11 de agosto de 2015, mais uma vez o potente saque de Karlovic fez a diferença e entrou para a história do tênis. Pois em meio a um duelo de grandes sacadores, ele superou a marca de 10 mil aces na carreira ao disparar 22 pontos de saque na vitória por 7/6 (7-1) e 7/6 (7-1) contra o então número 10 do mundo Milos Raonic, em jogo válido pela segunda rodada do Masters 1000 de Montreal. Assim, Karlovic se tornou apenas o segundo tenista a conseguir a façanha desde 1991,
quando começaram a ser feitos tais registros, seguindo os passos do compatriota Goran Ivanisevic, com 10.183.

## ATP finais

### Simples: 14 (6-8)
| Legenda                           |
| --------------------------------- |
| Grand Slam (0–0)                  |
| ATP World Tour Finals (0–0)       |
| ATP World Tour Masters 1000 (0–0) |
| ATP World Tour 500 series (0–0)   |
| ATP World Tour 250 series (6-8)   |

| Títulos por Piso |
| ---------------- |
| Duro (3–4)       |
| Saibro (1–1)     |
| Grama (2-3)      |
| Carpete (0–0)    |

| Resultado | N. | Data              | Torneio                                                            | Piso     | Oponente              | Placar                   |
| --------- | -- | ----------------- | ------------------------------------------------------------------ | -------- | --------------------- | ------------------------ |
| Vice      | 1. | 23 Junho 2005     | Queen's Club Championship, Londres, Reino Unido                    | Grama    | Andy Roddick          | 6–7(7–9), 6–7(4–7)       |
| Vice      | 2. | 18 Fevereiro 2007 | SAP Open, San José, EUA                                            | Duro     | Andy Murray           | 7–6(7–3), 4–6, 6–7(2–7)  |
| Campeão   | 1. | 9 Abril 2007      | U.S. Men's Clay Court Championships, Houston, EUA                  | Saibro   | Mariano Zabaleta      | 6–4, 6–1                 |
| Campeão   | 2. | 18 Junho 2007     | Nottingham Open, Nottingham, Reino Unido                           | Grama    | Arnaud Clément        | 5–7, 6–4, 7–5            |
| Campeão   | 3. | 14 Outubro 2007   | Stockholm Open, Estocolmo, Suécia                                  | Duro (i) | Thomas Johansson      | 6–3, 3–6, 6–1            |
| Campeão   | 4. | 21 Junho 2008     | Nottingham Open, Nottingham, Reino Unido (2)                       | Grama    | Fernando Verdasco     | 7–5, 6–7(4–7), 7–6(10–8) |
| Vice      | 3. | 28 Fevereiro 2010 | Delray Beach International Tennis Championships, Delray Beach, EUA | Duro     | Ernests Gulbis        | 2–6, 3–6                 |
| Campeão   | 5. | 21 Julho 2013     | Claro Open Colombia, Bogotà, Colômbia                              | Duro     | Alejandro Falla       | 6–3, 7–6(7–4)            |
| Vice      | 4. | 16 Fevereiro 2014 | U.S. National Indoor Tennis Championships, Memphis, EUA            | Duro (i) | Kei Nishikori         | 4–6, 6–7(0–7)            |
| Vice      | 5. | 24 Maio 2014      | Düsseldorf Open, Düsseldorf, Alemanha                              | Saibro   | Philipp Kohlschreiber | 2–6, 6–7(4–7)            |
| Vice      | 6. | 13 Julho 2014     | Hall of Fame Tennis Championships, Newport, EUA                    | Grama    | Lleyton Hewitt        | 3–6, 7–6(7–4), 6–7(3–7)  |
| Vice      | 7. | 20 Julho 2014     | Claro Open Colombia, Bogotà, Colômbia                              | Duro     | Bernard Tomic         | 6–7(5–7), 6–3, 6–7(4–7)  |
| Campeão   | 6. | 22 Fevereiro 2015 | Delray Beach Open, Delray Beach, EUA                               | Duro     | Donald Young          | 6–3, 6–3                 |

### Duplas: 2 (1-1)
| Legenda                           |
| --------------------------------- |
| Grand Slam (0–0)                  |
| ATP World Tour Finals (0–0)       |
| ATP World Tour Masters 1000 (0–0) |
| ATP World Tour 500 series (1–0)   |
| ATP World Tour 250 series (0–1)   |

| Títulos por Piso |
| ---------------- |
| Duro (1–1)       |
| Saibro (0–0)     |
| Grama (0–0)      |
| Carpete (0–0)    |

| Resultado | N. | Data              | Campeonato                                              | Piso | Parceiro            | Oponentes                            | Placar           |
| --------- | -- | ----------------- | ------------------------------------------------------- | ---- | ------------------- | ------------------------------------ | ---------------- |
| Campeão   | 1. | 20 Fevereiro 2006 | U.S. National Indoor Tennis Championships, Memphis, EUA | Duro | Chris Haggard       | James Blake Mardy Fish               | 0–6, 7–5, [10–5] |
| Vice      | 1. | 23 Julho 2007     | Indianapolis Tennis Championships, Indianapolis, EUA    | Duro | Teymuraz Gabashvili | Juan Martín del Potro Travis Parrott | 6–3, 2–6, [6–10] |